# Круговатое (озеро, Нижнеколымский улус)
 Кругова́тое — озеро на северо-востоке Якутии, в Нижнеколымском улусе. Расположено в центральной части Колымской низменности, в междуречье рек Алазея и Большая Чукочья, к западу от озера Большой Олёр. 
Имеет лопастную форму, берега умеренно изрезаны, местами заболоченные. У западного берега протекает река Кусаган-Атах, впадающая в реку  Алазея (бассейн Восточно-Сибирского моря).
Площадь озера, согласно государственному водному реестру, составляет 54,7 км². Площадь водосбора — 163 км². Длина озера около 12,1 км, максимальная ширина западной котловины достигает 4,4 км. Находится на высоте 16 м над уровнем моря. Средняя глубина озера — 24 м.
Берега озера перспективны с точки зрения сбора палеонтологических материалов времён антропогена.
Ближайший населенный пункт, село  Андрюшкино, расположен примерно в 56 км к запад-юго-западу.